# Rivolta del corpo dei mercanti di Canton
Alla fine del 1924, la rivolta o l'incidente del corpo dei mercanti di Canton fu una disputa tra il corpo dei volontari dei mercanti di Canton e l'esercito nazionalista a Canton (o Guangzhou), in Cina. Si concluse con una decisiva vittoria del governo.

## Storia

### Contesto bellico

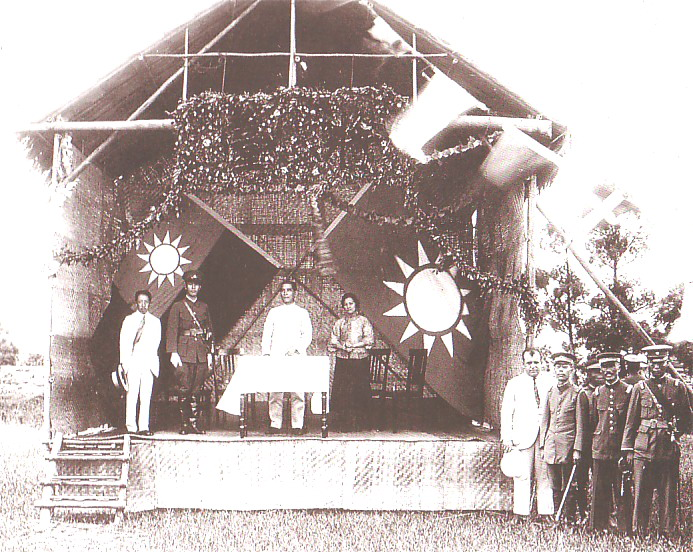
Sun Yat-sen e Chiang Kai-shek nel 1924 all'inaugurazione dell'Accademia militare di Whampoa di Canton a Changzhou.

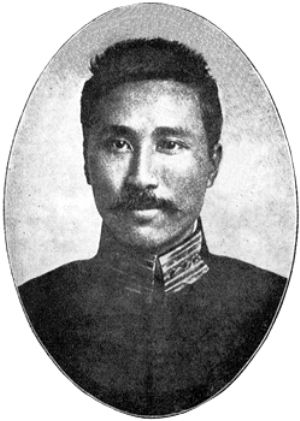
Chen Jiongming, governatore del Guangdong.

Nel 1911, durante il periodo della rivoluzione Xinhai, la società era nel caos. I commercianti di Canton (o Guangzhou) istituirono un corpo di volontari per autodifesa e sicurezza. Chen Lianbo, noto anche come Chan Lim Pak, fu eletto comandante e anche direttore delle finanze presso l'organizzazione di pubblica sicurezza dei commercianti di Canton. Chen sostenne il corpo dei volontari e prestò fondi affinché il corpo potesse comprare armi. Nel 1917, Chen, in qualità di suo leader, continuò a fornirgli armi. Nell'agosto del 1919, divenne il comandante del reggimento. Le dimensioni del corpo raggiunsero i 13 000 nel 1924. Il corpo mantenne un atteggiamento neutrale durante questo periodo di frequenti cambi di regime a Canton. Per la loro protezione degli interessi dei commercianti e della pubblica sicurezza, il corpo fu accolto da molti cittadini di Canton.
Nel 1923, alleandosi con le cricche dello Yunnan e del Guangxi, l'esercito di Sun Yat-sen sconfisse Chen Jiongming e occupò Canton. Tuttavia, Sun infranse le promesse del suo movimento di protezione costituzionale di governare secondo le linee della vecchia Costituzione cinese. Invece, fu approvata una legge sulla coscrizione e la proprietà dei templi fu confiscata per la vendita dallo Stato, facendo arrabbiare molti cittadini. Il governo iniziò anche a emettere ingenti somme di denaro, aumentando l'inflazione. A causa delle sue enormi spese militari, il governo nazionalista dovette revocare il divieto di Chen Jiongming di giocare d'azzardo. Queste decisioni governative non soddisfacevano in larga misura la popolazione locale.
Nel gennaio 1924, dopo la sua prima conferenza nazionale, i nazionalisti adottarono nuove politiche, tra cui "Unisciti con la Russia" e "Accetta il comunismo". Temendo che alla fine Sun avrebbe adottato il comunismo a Canton, i mercanti mutarono il loro atteggiamento nei confronti del governo. A maggio i nazionalisti annunciarono una legge di "proprietà stradale unificata" per imporre una nuova tassa e causarono ulteriore insoddisfazione. Molti scioperi avvennero a Canton ad agosto. Il corpo dei mercanti di Canton stabilì il "quartier generale della difesa", in cui Chen era il comandante e Deng Jieshi e Chen Gongshou vicecomandanti. Dopo ulteriori negoziati il governo decise di ritirare la legge sulla proprietà stradale e lo sciopero venne sospeso.

### Rivolta

Canton (Guangzhou) negli anni '20.

Il 10 agosto 1924 la nave britannica Harvard arrivò a Canton, trasportando circa novemila cannoni, quaranta mitragliatrici e tre milioni di proiettili acquistati dal corpo dei mercanti da una società britannica. Il corpo dei mercanti era già stato autorizzato all'acquisto di armi, ma la nave fu immediatamente sequestrata dal Jianggu di Chiang Kai-shek. Il governo affermò che sia la quantità di armi che la loro data di arrivo non corrispondevano a quanto dichiarato. Il 12 e il 15 agosto circa un migliaio del corpo dei mercanti marciò verso l'ufficio di Sun e fece appello al governo per rilasciare le loro armi. Sun si rifiutò e il corpo lanciò uno sciopero in tutto il Guangdong.
Il 24 agosto Sun Yat-sen annunciò un coprifuoco a Canton e fu emesso un mandato per l'arresto di Chen Lianbo. Due giorni dopo Nanhai, Panyu, Shunde, Taishan, Dongguan, Zengcheng, Xinhui, Qingyuan, Gaoyao, Qujiang, Yangjiang, Luoding e altre venti contee decisero di unirsi allo sciopero a sostegno del corpo dei mercanti. All'interno del governo nazionalista Wang Jingwei e Hu Hanmin non erano d'accordo con la proposta di repressione di Sun; Liao Zhongkai, che l'approvò, fu costretto a dimettersi. Il 4 settembre Sun lasciò Canton per Shaoguan, la base della spedizione del Nord, e nominò Hu governatore. Il 15 settembre Chen Lianbo e Chen Gongshou dichiararono che il corpo dei mercanti non aveva intenzione di rovesciare il governo di Canton e di rispettare gli ordini di Sun e del suo governo. Hu ritirò i mandati di arresto e rilasciò una parte delle armi sequestrate al corpo.
Nel pomeriggio del 10 ottobre i comunisti nominarono sindacati lavorativi, sindacati agricoli e sindacati più giovani con un totale di oltre 50 000 persone, unite per un "giorno del doppio 10 di avvertimento". Zhou Enlai condusse l'incontro e inviò un avviso pubblico al corpo dei mercanti. Dopo l'incontro il PCC tenne una dimostrazione e cantò "batti il corpo dei mercanti, uccidi Chen Lianbo e sostieni il governo rivoluzionario". Quando la folla arrivò alla via Taiping Sud (l'attuale via Renmin Sud), si scontrarono con il corpo dei mercanti, provocando la morte di oltre venti persone e altri cento feriti. Il corpo dei mercanti stabilì posizioni di difesa a Xiguan, bloccò le arterie e pubblicò avvisi che "Sun Yat-sen avrebbe dovuto ritirarsi" e "battere il governo di Sun". Durante quella notte Chen Qianzhong, fratello di Chen Lianbo, incontrò Deng Jieshi, Li Songshao e altri capi del corpo dei mercanti: fu deciso di radunare tutti i soldati di Xiguan alle cinque del pomeriggio del 14 ottobre e di assumere il controllo delle agenzie governative la mattina dopo.
D'altra parte, Sun Yat-sen organizzò un comitato rivoluzionario l'11 ottobre con Xu Zongzhi, Liao Zhongkai, Wang Jingwei, Chiang Kai-shek, Chen Youren e Tan Pingshan, in attesa. Il 15 ottobre Chiang ricondusse a Canton il suo esercito di cadetti dell'accademia militare di Whampoa. Insieme agli altri sostenitori di Sun, sconfissero rapidamente il corpo dei mercanti. Chiang fu assistito da consiglieri sovietici, che gli fornirono armi, mentre i mercanti usavano quelle acquistate dai paesi occidentali. Chen dovette partire per Hong Kong. Durante questa battaglia le aree commerciali di Xiguan furono gravemente danneggiate da un grande incendio.

### Conseguenze
Le perdite finanziarie durante questo conflitto furono vicine a 50 milioni di dollari di Hong Kong. Circa duemila persone furono uccise. Successivamente il governo nazionalista riscosse le tasse di protezione dai mercanti, sequestrò le loro armi e impose una multa di $ 200 a ciascuno dei partecipanti. Il governo avvertì coloro che non rispettarono che "il governo non può essere ritenuto responsabile se i soldati saccheggiano o catturano qualcuno". Dopo questo incidente alcuni uomini d'affari di Canton iniziarono a sostenere Chen Jiongming anziché Sun, tuttavia con il sostegno dell'Unione Sovietica Sun alla fine sconfisse Chen.
Quando Sun morì, il governo di Pechino decise di organizzare un funerale di Stato. La camera del commercio di Canton e il consiglio autonomo presentarono una protesta congiunta contro la decisione.